# Léon-Eli Troclet
Léon-Eli Troclet (Luik, 14 juni 1902 - Brussel, 30 april 1980) was een Belgisch politicus en minister voor de POB en de PSB.

## Levensloop
Hij was de zoon van Léon Troclet, die voor de BWP jarenlang in de Kamer van volksvertegenwoordigers zetelde.
Troclet was industrieel tekenaar, alvorens te promoveren tot doctor in de rechten (1923) aan de universiteit van Luik en zich te vestigen als advocaat. Hij werd vervolgens hoogleraar aan de ULB. Tijdens de Tweede Wereldoorlog werd hij door de bezetter opgesloten in de citadel van Hoei.
Van 1928 tot 1932 was hij provincieraadslid voor Luik. Van 1938 tot 1945 was hij gemeenteraadslid van Chênée en in 1946-1947 en 1952 van Luik.
In december 1944 werd hij socialistisch provinciaal senator en bleef dit tot in 1946. Van 1946 tot 1968 was hij vervolgens senator voor het arrondissement Luik. Hij werd ook nog lid van het Europees Parlement.
Hij doorliep een uitgebreide ministeriële loopbaan:
- minister van economische zaken (1946);
- minister van arbeid en sociale voorzorg (1945-1946, 1946-1949 en 1954-1958).

In 1969 werd hij benoemd tot minister van Staat.

## Publicaties
- Les partis politiques en Belgique, Brussel, 1931
- Manuel de législation sociale, Luik, 1941.
- La sécurité sociale en Belgique. I. Problèmes belges de la sécurité sociale, Brussel, 1949.
- La législation sociale internationale, Brussel, 1952.
- Initiation au problème des pensions de vieillesse, Brussel, z.d.
- Problèmes généraux de la sécurité sociale en Belgique, Brussel, 1961.
- Eléments de droit social européen, Brussel, 1963.
- Statut juridique des représentants de commerce, Brussel, 1964.
- La protection des rémunérations, Brussel, 1965.

Troclet publiceerde ook talrijke artikels over met de sociale zekerheid gerelateerde onderwerpen.